# Dolce di latte
Pour plus de détails, voir Fiche technique et Distribution.
Dolce di latte (originellement Pietralata) est un film dramatique italien réalisé par Gianni Leacche et sorti en 2008.  
Le film a été tourné au nord-est de Rome, dans le quartiere de Pietralata et veut être à la fois une dénonciation de l'industrie moderne du cinéma et une protestation contre celle-ci.

## Synopsis
Edoardo et Giancarlo, deux acteurs, se rencontrent après des années. Ils sont toujours déterminés à accomplir leur rêve de se réaliser dans le monde du cinéma ; hélas, ils se rendent bientôt compte de l'inefficacité de l'industrie cinématographique et sont également aux prises avec des problèmes personnels. Edoardo tombe dans une profonde dépression et la famille de Giancarlo voudrait qu'il trouve un emploi stable comme chauffeur de taxi.
La situation des deux amis s'améliore grâce à leur relation avec deux femmes, Lucrezia et Francesca.

## Fiche technique
- Titre original : Pietralata
- Réalisation : Gianni Leacche
- Pays d'origine :  Italie
- Langue : italien
- Format : Couleur
- Genre : Film dramatique
- Durée : 103 minutes
- Date de sortie :
  -  Italie : 2008

## Distribution
- Benedicta Boccoli : Lucrezia
- Carla Magda Capitanio : Francesca
- Claudio Botosso (it) : Edoardo
- Massimo Bonetti : Giancarlo
- Edoardo Velo (it)